# 국방부근무지원단
국방부근무지원단(國防部勤務支援團, MND Service Support Group)은 서울특별시 용산구에 있는 대한민국 국방부 직할 부대이다. 단장은 장성급 장교를 보하며, 각 군종 소속의 장병들과 군무원으로 구성되어 있다.
비슷한 역할을 하는 부대로는 계룡대근무지원단과 2016년에 창설된 자운대근무지원단이 있다.

## 편성
| - 참모장 - 인행처 - 정작처 - 군수처 - 감찰실 - 군종실 - 재정관리실 - 의무실 | - 지원대 - 정비수송대대 - 군악대대 - 의장대대 - 군사경찰대대 - 시설대대 |

## 같이 보기
- 계룡대근무지원단
- 자운대근무지원단